# Santa Luisa (São Tomé)
Santa Luisa ist ein Ort im Distrikt Mé-Zóchi auf der Insel São Tomé im Inselstaat São Tomé und Príncipe.

## Geographie
Der Ort liegt im gebirgigen Hinterland in der Nähe von Milagrosa und Plateau an der Straße nach Santa Catarina.